# Измеримое пространство
Измеримое пространство — это пара {\displaystyle (X,{\mathfrak {A}})}, где {\displaystyle X} — множество, а {\displaystyle {\mathfrak {A}}} — некоторая {\displaystyle \sigma }-алгебра его подмножеств.

## Основные сведения
Под измеримым топологическим пространством понимается измеримое пространство {\displaystyle (X,{\mathfrak {A}})}, в котором выбрана {\displaystyle \sigma } — алгебра {\displaystyle {\mathfrak {A}}}, порождённая некоторой базой множеств топологического пространства X. Минимальная {\displaystyle \sigma } — алгебра, содержащая все открытые множества, называется борелевской {\displaystyle \sigma } — алгеброй пространства X; при этом множества {\displaystyle A\in {\mathfrak {A}}} называются борелевскими. 

Измеримое пространство {\displaystyle (X,{\mathfrak {A}})} называется сепарабельным, если существует некоторая счётная система множеств {\displaystyle {\mathfrak {C}}}, отделяющая точки пространства {\displaystyle X} и порождающая соответствующую {\displaystyle \sigma } — алгебру {\displaystyle {\mathfrak {A}}}. Говорят, что система множеств {\displaystyle {\mathfrak {C}}}, отделяет точки пространства {\displaystyle X}, если для любых {\displaystyle x_{1},x_{2}\in X} найдутся непересекающиеся множества {\displaystyle A_{1},A_{2}\in {\mathfrak {C}}} такие, что {\displaystyle x_{1}\in A_{1},x_{2}\in A_{2}}.
Произведением измеримых пространств {\displaystyle (X_{1},{\mathfrak {A}}_{1})} и {\displaystyle (X_{2},{\mathfrak {A}}_{2})} называется измеримое пространство {\displaystyle (X,{\mathfrak {A}})}, {\displaystyle X=X_{1}\times X_{2}}, в котором
{\displaystyle \sigma } — алгебра {\displaystyle {\mathfrak {A}}}, порождена произведением {\displaystyle \sigma } — алгебр {\displaystyle {\mathfrak {A}}_{1}} и {\displaystyle {\mathfrak {A}}_{2}}, то есть {\displaystyle {\mathfrak {A}}} порождается полукольцом {\displaystyle {\mathfrak {A}}_{1}\times {\mathfrak {A}}_{2}} всевозможных прямоугольных множеств вида {\displaystyle A_{1}\times A_{2}}, где {\displaystyle A_{1}\in {\mathfrak {A}}_{1}}, {\displaystyle A_{2}\in {\mathfrak {A}}_{2}}.
Пусть {\displaystyle (E,{\mathfrak {B}})} — некоторое измеримое пространство, а {\displaystyle T}— конечное множество индексов {\displaystyle t=1,...,n.}. Измеримое пространство {\displaystyle (X,{\mathfrak {A}})}, где {\displaystyle X=E^{T}} является {\displaystyle n}- кратным произведением пространства само на себя, а {\displaystyle \sigma } — алгебра {\displaystyle {\mathfrak {A}}={\mathfrak {B}}^{T}} есть {\displaystyle n}- кратное произведение соответствующих {\displaystyle \sigma } — алгебр {\displaystyle {\mathfrak {B}}}, называется измеримым координатным пространством. Точки {\displaystyle x={x(1),...,x(n)}} этого пространства {\displaystyle X=E^{T}} задаются координатами {\displaystyle x(t),t\in T}. Если {\displaystyle T} произвольное множество, то координатное пространство {\displaystyle X=E^{T}} определяется как совокупность всех функций {\displaystyle x=x(t)} на множестве {\displaystyle T} со значениями в пространстве {\displaystyle E} (отдельные значения {\displaystyle x(t)} можно интерпретировать как координаты точки {\displaystyle x=x(t)}, принадлежащей пространству {\displaystyle X=E^{T}}).
Пусть {\displaystyle t_{1},...,t_{n}} — произвольные точки множества {\displaystyle T}, где {\displaystyle n}- конечное число, и {\displaystyle B_{1},...,B_{n}} — произвольные подмножества пространства {\displaystyle E}. Множество вида
{\displaystyle {x(t_{1})\in B_{1},...,x(t_{n})\in B_{n}}},
принадлежащие пространству {\displaystyle X}, называется цилиндрическим множеством в {\displaystyle X=E^{T}}. Другими словами, цилиндрическое множество состоит из тех и только тех точек {\displaystyle x=x(t)}, координаты которых {\displaystyle x(t_{1}),...,x(t_{n})} входит в соответствующие множества {\displaystyle B_{1},...,B_{n}}. Система всех цилиндрических множеств, для которых {\displaystyle B_{1},...,B_{n}} входят в {\displaystyle \sigma } — алгебру {\displaystyle {\mathfrak {B}}} пространства {\displaystyle E}, представляют собой полукольцо {\displaystyle {\mathfrak {B}}^{T}}. Измеримым координатным пространством{\displaystyle (X,{\mathfrak {A}})} называется пространство {\displaystyle X=E^{T}} с {\displaystyle \sigma } — алгеброй {\displaystyle {\mathfrak {A}}}, порождённой полукольцом {\displaystyle {\mathfrak {B}}^{T}}.
Пусть {\displaystyle {\mathfrak {A}}(S)}, {\displaystyle S\subseteq T} — {\displaystyle \sigma } — алгебра, порождённая полукольцом {\displaystyle {\mathfrak {B}}^{S}} всевозможных цилиндрических множеств с произвольными индексами {\displaystyle t_{1},...,t_{n}\in S}. Если точка {\displaystyle x'=x'(t)} пространства {\displaystyle X=E^{T}} входит во множество {\displaystyle A} из {\displaystyle {\mathfrak {A}}(S)} и другая точка {\displaystyle x''=x''(t)} такова, что соответствующие координаты этих точек совпадают: {\displaystyle x'(t)=x''(t)} при всех {\displaystyle t\in S}, то {\displaystyle x''=x''(t)} также входит в {\displaystyle A}. Всякое множество A из {\displaystyle \sigma } — алгебры {\displaystyle {\mathfrak {A}}={\mathfrak {A}}(T)} принадлежит одновременно некоторой {\displaystyle \sigma } — алгебры {\displaystyle {\mathfrak {A}}={\mathfrak {A}}(S)}, где {\displaystyle S}- некоторое счётное множество (зависящее, вообще говоря, от рассматриваемого множества S).
Пусть {\displaystyle \phi =\phi (x)} — функция на измеримом пространстве {\displaystyle (X,{\mathfrak {A}})} со значениями в произвольном пространстве
{\displaystyle Y}. Совокупность {\displaystyle {\mathfrak {B}}_{\phi }} всех множеств {\displaystyle B\subseteq Y} таких, что прообразы {\displaystyle \{\phi \in B\}=\phi ^{-1}(B)} входят в {\displaystyle \sigma }-алгебру {\displaystyle {\mathfrak {A}}} пространства {\displaystyle (X,{\mathfrak {A}})} является {\displaystyle \sigma }-алгеброй.
Пусть {\displaystyle X} произвольное пространство и {\displaystyle \phi =\phi (x)} — функция на {\displaystyle X} со значениями в измеримом пространстве {\displaystyle (Y,{\mathfrak {B}})}. Совокупность {\displaystyle {\mathfrak {A}}^{\phi }} всех множеств {\displaystyle A\subseteq X} являющихся прообразами {\displaystyle B} из {\displaystyle \sigma } — алгебры {\displaystyle {\mathfrak {B}}}: {\displaystyle A=\{\phi \in B\}} является {\displaystyle \sigma }-алгеброй.
Пусть {\displaystyle (X,{\mathfrak {A}})}, {\displaystyle (Y,{\mathfrak {B}})} — измеримые пространства. Функция {\displaystyle \phi =\phi (x)} называется ({\displaystyle {\mathfrak {A}},{\mathfrak {B}}}) измеримой, если для {\displaystyle B\in {\mathfrak {B}}} прообраз {\displaystyle A=\{\phi \in B\}} входит в {\displaystyle \sigma }-алгебру {\displaystyle {\mathfrak {A}}}. Если {\displaystyle {\mathfrak {C}}} некоторая система множеств, порождающая {\displaystyle \sigma }-алгебру {\displaystyle {\mathfrak {B}}}, то функция {\displaystyle \phi } является измеримой тогда, и только тогда, когда для любого {\displaystyle B\in {\mathfrak {C}}} прообраз {\displaystyle \{\phi \in B\}} входит в {\displaystyle {\mathfrak {A}}}.

## Примечание
1. 1 2  Прохоров Ю. В., Розанов Ю. А. Теория вероятностей (Основные понятия. Предельные теоремы. Случайные процессы) — М.: Главная редакция физико-математической литературы изд-ва «Наука», 1973. — 496 стр.